# Alfred Hübner
Alfred Hübner (ur. 26 października 1891, data śmierci nieznana) – niemiecki as myśliwski z czasów I wojny światowej z 6 potwierdzonymi zwycięstwami powietrznymi.
W wojsku służył jako szeregowy od października 1912 w 4 Pułku Piechoty. Na przełomie 1916 i 1917 został przydzielony do lotnictwa i po przejściu szkolenia z pilotażu w Fliegerersatz Abteilung Nr. 3 w Gocie, służył w jednej z jednostek rozpoznawczych, latając na samolotach dwumiejscowych. W listopadzie 1917 został skierowany do szkoły pilotów myśliwskich Jastaschule I, którą ukończył w lutym 1918. Od 14 lutego Alfred Hübner został przydzielony do eskadry myśliwskiej Jagdstaffel 36. Pierwsze zwycięstwo powietrzne odniósł 27 marca. Był dwukrotnie ranny, ale za każdym razem wracał do jednostki, w której służył do końca wojny. Jego losy powojenne nie są znane.

## Odznaczenia
- Krzyż Żelazny I Klasy – 12 lipca 1918
- Krzyż Żelazny II Klasy